# Hermsdorf (Turíngia)
Hermsdorf é uma cidade da Alemanha localizada no distrito de Saale-Holzland, estado da Turíngia.
Camburg é membro e sede do Verwaltungsgemeinschaft (português: corporações ou corpos administrativos centrais) de Hermsdorf.